# Slut på gamla tider
Slut på gamla tider (Konec starych casu) är en tjeckoslovakisk komedifilm från 1989 i regi av Jiří Menzel. Filmen bygger på Vladislav Vančuras bok Konec starych casu från 1934, och filmmanuset skrevs av Jiri Menzel tillsammans med Jiri Blazek.

## Handling
Historien utspelas 1918. Josef Stoklasa är en rik adelsman som vill köpa ett slott. När han arrangerar en jaktfest för traktens lokala elit dyker en man upp som påstår att han är prins Alexej. För Stoklasa framstår han som en bluff.

## Rollista
- Josef Abrhám - Alexej Megalrogov
- Marián Labuda - Josef Stoklasa
- Jaromír Hanzlík - Bernard Spera
- Rudolf Hrušínský - Jakub Lhota
- Jan Hartl - Pustina
- Jan Hrusínský - Jan Lhota
- Jirí Adamíra - Kotera
- Josef Somr - Charousek
- Chantal Poullain - Susanne
- Alice Snirychová - Ellen
- Stella Zázvorková - Frantiska
- Frantisek Rehák - Rychtera
- Oldrich Vlach - Zupnik